# ذهنیت خرچنگی

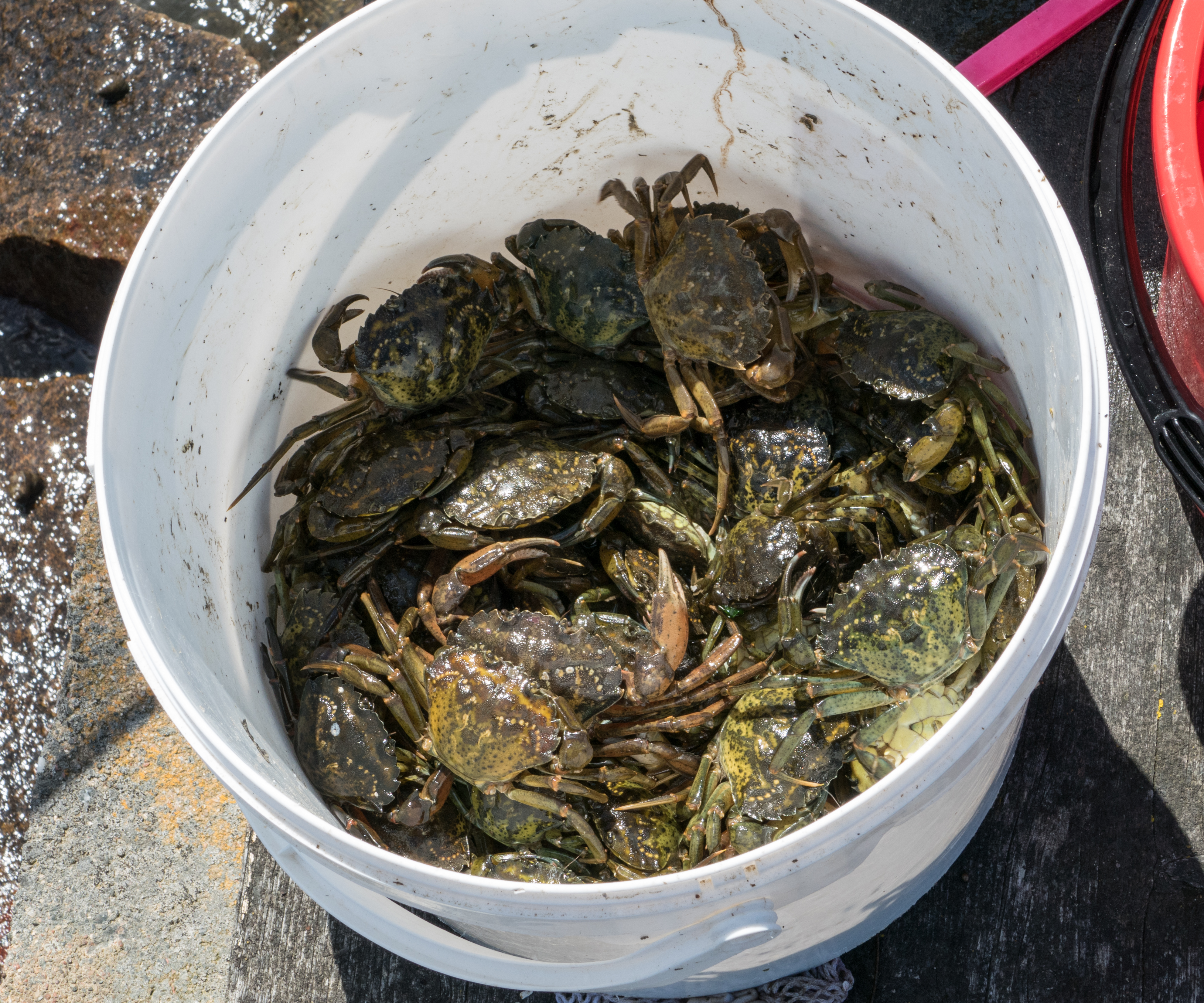
سطل خرچنگ زنده

ذهنیت خرچنگی یا خرچنگ‌ها در یک سطل (همچنین بشکه، سبد یا گلدان) یک طرز تفکر است که بهترین توصیف آن این عبارت است: «اگر من نمی‌توانم آن را داشته باشم، دیگران هم نباید بتوانند». این استعاره به الگوی رفتاری خرچنگ‌ها وقتی در یک سطل به دام افتاده‌اند، اشاره می‌کند. در حالی که هر یک از خرچنگ‌ها به راحتی می‌توانند فرار کنند، تلاش‌هایش توسط دیگران تضعیف خواهد شد و این امر موجب تضعیف جمعی گروه خواهد شد.
این موضوع در رفتار انسان نیز دیده می‌شود به طوری که ادعا می‌شود که اعضای یک گروه به منظور کاهش اعتماد به نفس دیگر اعضای گروه که به موفقیت فراتر از دیگران رسیده‌اند، تلاش خواهند کرد. این امر ممکن است از روی حسادت، خشم، توطئه، یا رقابتی احساسی، برای متوقف ساختن پیشرفت دیگران باشد.

## تأثیر بر کارایی
ذهنیت خرچنگی بر عملکرد در یک سازمان تأثیر می‌گذارد، زیرا انسان به گونه‌ای مشابه خرچنگ‌ها به ویژه در تیم‌های اجتماعی رفتار می‌کند. تأثیر ذهنیت خرچنگی بر عملکرد افراد توسط یک مطالعه در نیوزلند در سال ۲۰۱۵ اندازه‌گیری شد. نتایج این آزمایش نشان داد که وقتی که نمرات دانشجویان به روشی گزارش می‌شد که مانع اطلاع افراد از جایگاه دیگران در رتبه‌بندی‌های منتشر شده شود، نتیجه آزمون دانشجویان رشد ۱۸ درصدی داشت.

## در ادبیات

### در فارسی
در فارسی نیز به این ذهنیت به صورت‌های مختلفی اشاره شده ولی بیشتر با یک مضمون به کار رفته است.

در قالب شعر:
 
| دیگی که برای ما نجوشد |  | اصـلاً بـگذار تـا نـجوشد |

دیگی که برای ما نجوشد      بگذار سر سگ در آن بجوشد     (عامیانه)